# Colombiers (Hérault)
Colombiers è un comune francese di 2 405 abitanti situato nel dipartimento dell'Hérault nella regione dell'Occitania.

## Società

### Evoluzione demografica
Abitanti censiti